# Falcons de Springfield
Les Falcons de Springfield sont une franchise professionnelle de hockey sur glace qui évoluait dans la Ligue américaine de hockey en Amérique du Nord.

## Histoire
En 1994, une des équipes originales de la LAH, les Indians de Springfield, est vendue à des investisseurs qui déménagent la franchise à Worcester où elle devient les IceCats de Worcester. Deux anciens joueurs des Indians, Bruce Landon, alors directeur général des Indians, et Wayne LaChance, propriétaire d'une patinoire locale, montent une équipe pour la saison 1994-1995. Le nom des Indians étant toujours sous licence, les nouveaux propriétaires nomment leur nouvelle franchise Falcons de Springfield en référence à Andy et Amelia, un couple de faucons pèlerins, symbole populaire local. Les Falcons s'affilient avec deux équipes évoluant dans la Ligue nationale de hockey (LNH) : les Whalers de Hartford et les Jets de Winnipeg.
Le premier but de l'histoire de l'équipe est inscrit par le défenseur John Stevens qui partage alors le rôle de capitaine avec Rob Murray.
Le 19 avril 2016, l'équipe est achetée par les propriétaires des Coyotes de l'Arizona et déménage à Tucson, en Arizona, pour devenir les Roadrunners.

## Saisons
| No | Saison    | PJ | V  | D  | N  | DP | DTB | BP  | BC  | Pts | Classement           | Séries éliminatoires                                                  | Entraîneur           |
| -- | --------- | -- | -- | -- | -- | -- | --- | --- | --- | --- | -------------------- | --------------------------------------------------------------------- | -------------------- |
| 1  | 1994-1995 | 80 | 31 | 37 | 12 | -  | -   | 269 | 289 | 74  | 5e, Nord             | Non qualifiés                                                         | Paul Gillis          |
| 2  | 1995-1996 | 80 | 42 | 22 | 11 | 5  | -   | 272 | 215 | 100 | 1er, Nord            | 3-1 Bruins de Providence 2-4 Pirates de Portland                      | Kevin McCarthy       |
| 3  | 1996-1997 | 80 | 41 | 25 | 12 | 2  | -   | 268 | 229 | 96  | 2e, Nlle-Angleterre  | 3-2 Pirates de Portland 4-1 Bruins de Providence 3-4 Bears de Hershey | Kevin Maccarthysme   |
| 4  | 1997-1998 | 80 | 45 | 26 | 7  | 2  | -   | 278 | 248 | 99  | 1er, Nlle-Angleterre | 1-3 IceCats de Worcester                                              | Dave Farrish         |
| 5  | 1998-1999 | 80 | 35 | 35 | 9  | 1  | -   | 245 | 232 | 80  | 3e, Nlle-Angleterre  | 0-3 Wolf Pack de Hartford                                             | Dave Farrish         |
| 6  | 1999-2000 | 80 | 33 | 35 | 11 | 1  | -   | 272 | 252 | 78  | 4e, Nlle-Angleterre  | 2-3 Wolf Pack de Hartford                                             | Dave Farrish         |
| 7  | 2000-2001 | 80 | 29 | 37 | 8  | 6  | -   | 253 | 280 | 72  | 6e, Nlle-Angleterre  | Non qualifiés                                                         | Marc Potvin          |
| 8  | 2001-2002 | 80 | 35 | 41 | 2  | 2  | -   | 213 | 237 | 74  | 4e, Est              | Non qualifiés                                                         | Marc Potvin          |
| 9  | 2002-2003 | 80 | 34 | 38 | 7  | 1  | -   | 202 | 243 | 76  | 4e, Est              | 2-0 Wolf Pack de Hartford 1-3 Bulldogs de Hamilton                    | Marty McSorley       |
| 10 | 2003-2004 | 80 | 26 | 43 | 9  | 2  | -   | 179 | 234 | 63  | 7e, Atlantique       | Non qualifiés                                                         | Marty McSorley       |
| 11 | 2004-2005 | 80 | 24 | 47 | 3  | 6  | -   | 161 | 255 | 57  | 7e, Atlantique       | Non qualifiés                                                         | Dirk Graham          |
| 12 | 2005-2006 | 80 | 28 | 43 | -  | 3  | 6   | 220 | 312 | 65  | 6e, Atlantique       | Non qualifiés                                                         | Dirk Graham          |
| 13 | 2006-2007 | 80 | 28 | 49 | -  | 1  | 2   | 181 | 268 | 59  | 7e, Atlantique       | Non qualifiés                                                         | Steve Stirling       |
| 14 | 2007-2008 | 80 | 35 | 35 | -  | 5  | 5   | 214 | 257 | 80  | 5e, Atlantique       | Non qualifiés                                                         | Kelly Buchberger     |
| 15 | 2008-2009 | 80 | 24 | 44 | -  | 8  | 4   | 188 | 258 | 60  | 7e, Atlantique       | Non qualifiés                                                         | Jeff Truitt Rob Daum |
| 16 | 2009-2010 | 80 | 25 | 39 | -  | 12 | 4   | 207 | 296 | 66  | 8e, Atlantique       | Non qualifiés                                                         | Rob Daum             |
| 17 | 2010-2011 | 80 | 35 | 40 | -  | 2  | 3   | 233 | 253 | 75  | 6e, Atlantique       | Non qualifiés                                                         | Rob Riley            |
| 18 | 2011-2012 | 76 | 36 | 34 | -  | 3  | 3   | 217 | 231 | 78  | 4e, Nord-Est         | Non qualifiés                                                         | Rob Riley            |
| 19 | 2012-2013 | 76 | 45 | 22 | -  | 5  | 4   | 235 | 186 | 99  | 1er, Nord-Est        | 3-1 Monarchs de Manchester 0-4 Crunch de Syracuse                     | Brad Larsen          |
| 20 | 2013-2014 | 76 | 47 | 23 | -  | 1  | 5   | 247 | 212 | 100 | 1er, Nord-Est        | 2-3 Bruins de Providence                                              | Brad Larsen          |
| 21 | 2014-2015 | 76 | 38 | 28 | -  | 8  | 2   | 192 | 209 | 86  | 3e, Nord-Est         | Non qualifiés                                                         | Jared Bednar         |
| 22 | 2015-2016 | 76 | 26 | 42 | -  | 3  | 5   | 194 | 265 | 60  | 8e, Atlantique       | Non qualifiés                                                         | Ron Rolston          |

## Personnalités

### Entraîneurs
- Paul Gillis : 1994-1995
- Kevin McCarthy : 1995-1997
- Dave Farrish : 1997-2000
- Marc Potvin : 2000-2002
- Marty McSorley : 2002-2004
- Dirk Graham : 2004-2006
- Steve Stirling : 2006-2007
- Kelly Buchberger : 2007-2008
- Jeff Truitt : 2008-2009
- Rob Daum : 2009-2010
- Rob Riley : 2010-2012
- Brad Larsen : 2012-2014
- Jared Bednar : 2014-2015
- Ron Rolston : 2015-2016

## Logo

Logo de 1994 à 2002
Logo de 2002 à 2010
Logo actuel